# Княгининский сельсовет
Княгининский сельсовет (бел. Княгінінскі сельсавет) — административная единица на территории Мядельского района Минской области Белоруссии. Административный центр — агрогородок Княгинин.

## История
30 марта 2018 года на территории сельсовета была упразднена деревня Морги.

## Состав
Княгининский сельсовет включает 26 населённых пунктов:
- Выголовичи — деревня
- Вытрески — деревня
- Городище — деревня
- Ельница — деревня
- Заречное — деревня
- Киржино — деревня
- Княгинин — агрогородок
- Ковали — деревня
- Комсино — деревня
- Коники — деревня
- Круглово — деревня
- Летки — деревня
- Липки — деревня
- Матясы — деревня
- Нивки — деревня
- Осово — деревня
- Откуп — деревня
- Пашковщина — деревня
- Песечное — деревня
- Подберезье — деревня
- Половики — деревня
- Холма — деревня
- Холмовка — деревня
- Шиманы — деревня
- Янушево — деревня
- Яцковичи — деревня

Упразднённые населённые пункты на территории сельсовета: 
- Дятловщина — деревня

## Производственная сфера
- Княгининская газонаполнительная станция
- Асфальтный завод ДРСУ-133
- База «Мядельского райтопсбыта»
- Мазутослив РПУП «Мядельское ЖКХ»
- Княгининский участок УП «Минсквторчермет»
- Княгининский ПУ ОАО «Вилейский комбикормовый завод»
- Железнодорожный вокзал
- Молодечненская дистанция пути ПЧ-19
- База ОАО «Мядельагросервис»
- База ОАО «Миноблагросервис»
- КСУП "Птицефабрика «Новая заря»
- Фермерское хозяйство «Антей-сад»

## Социально-культурная сфера
- Учреждения образования: ГУО «Княгининская СШ», д/с № 7 аг. Княгинин, ГУО «Выголовичская БШ»
- Учреждения культуры: СДК аг. Княгинин, сельская библиотека аг. Княгинин, музыкальная школа аг. Княгинин, СДК д. Выголовичи, сельская библиотека д. Выголовичи, СДК д. Осово, сельская библиотека д. Осово
- Учреждения здравоохранения: Княгининская амбулатория, фельдшерско-акушерские пункты: д. Выголовичи, д. Осово